# 우쓰부키타마가와

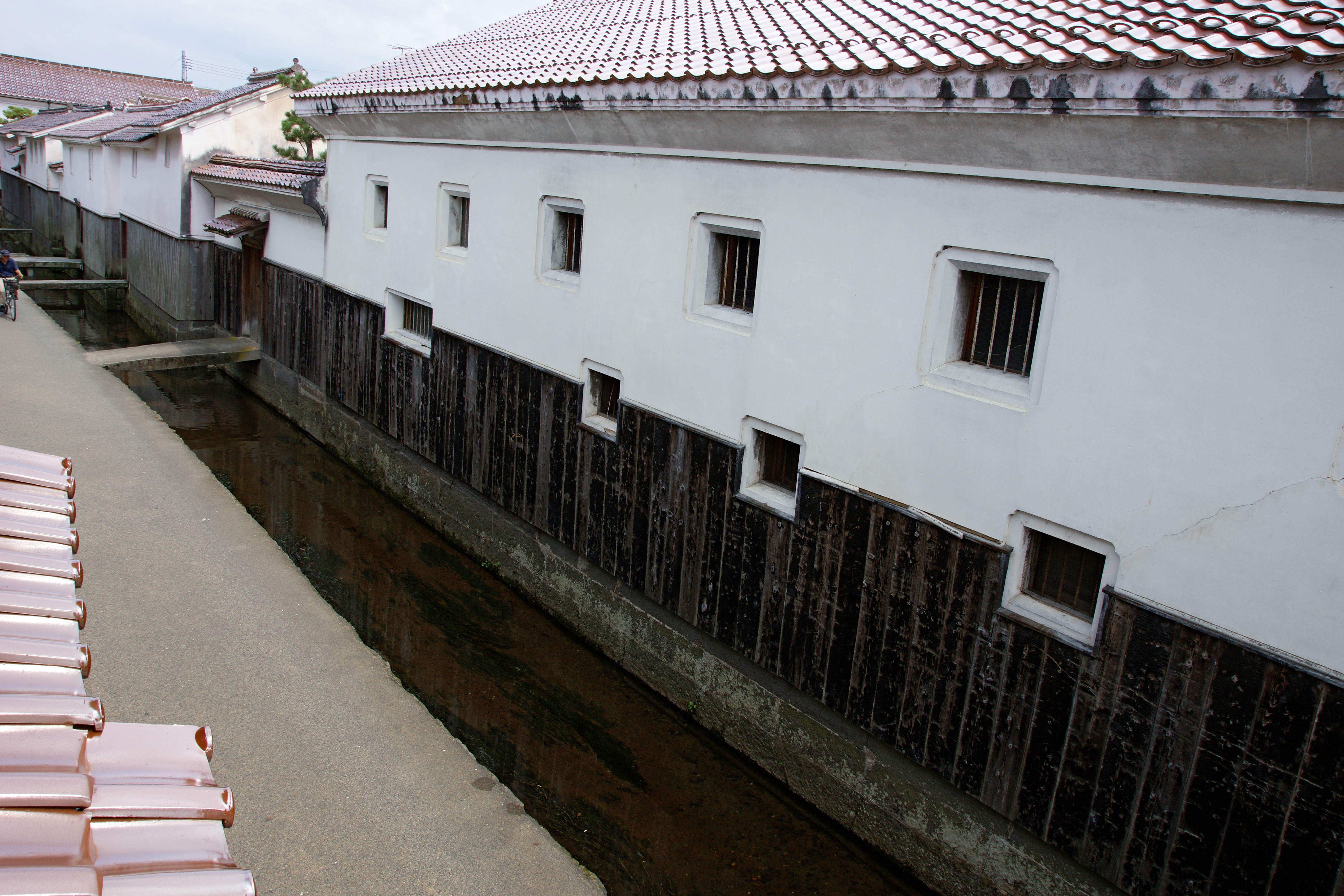
다마강을 따라 늘어선 도조군

우쓰부키타마가와(打吹玉川) 또는 통칭 시라카베도조군(白壁土蔵群→흰 벽 도조군)은 일본 돗토리현 구라요시시에 있는 전통적 건조물군 보존 지구이다. 중요 전통적 건조물군 보존지구로 선정되어 있다.